# Nazaré (Bahia)
Nazaré, também conhecida como Nazaré das Farinhas, é um município brasileiro do estado da Bahia. Localiza-se a uma latitude 13º02'06" sul e a uma longitude 39º00'52" oeste, estando a uma altitude de 39 metros. Sua população estimada em 2016 era de 29.450  habitantes. Possui uma área de 253 km².
Junto com as cidades de Cachoeira, Jaguaripe, Salvador e Santo Amaro, Nazaré é uma das cidades pioneiras no processo de ocupação colonial do Brasil e da Bahia.

## História
A partir da segunda metade do século XVI, colonizadores portugueses adentraram na região, na qual surgiria o município de Nazaré. Antes, porém, a região era ocupada por aldeias de tribos indígenas da etnia tupinambá. Fernão Cabral de Ataíde povoou a margem direita do rio Jaguaripe, recebendo esta a denominação de Sesmaria de Jaguaripe.
A ocupação colonial do município remonta a 1560, onde já existia um dos primeiros engenhos de açúcar da Bahia.
Natural de Silves, no Algarve, Fernão Cabral de Ataíde viera de Portugal para a Colônia na década de 1560, com idade entre 25 e 30 anos, acompanhado de sua mulher D. Margarida da Costa, nascida em Moura, e seus sogros: Manoel da Costa e Beatriz Lopes de Gouveia.
Gabriel Soares de Souza, Senhor de Engenho que escreveu o “Tratado Descritivo do Brasil em 1587”, e tinha a sua fazenda bem próxima a de Fernão Cabral, enaltece o engenho de Cabral, afirmando ser este um dos mais ricos do Recôncavo.
Em relação às suas terras, para saber como as conseguiu, precisa-se remontar ao período do governador Duarte da Costa. Com a volta do governador Tomé de Souza para o Reino, assumiu o cargo como governador D. Duarte da Costa. Nesse período, vários foram os levantes indígenas. Contra estes, o governador enviou seu filho D. Álvaro de Costa, como Capitão, para frear os gentios, por tal empreitada foram concedidas a este último, pelo rei D. João, no ano de 1566, uma banda das terras entre o Rio Paraguaçu e o Rio Jaguaripe, mais o título de Capitão General e de Governador da Capitania do Paraguaçu.
Gabriel Soares de Souza afirma que as terras pertencentes a D. Álvaro da Costa, descendo sobre a mão direita do Rio Paraguaçu, estavam povoadas por muitos moradores, porém nenhum engenho, mas descendo o rio encontravam-se várias fazendas. No seu lado direito, o engenho de Lopo Fernandes e a capela de Nossa Senhora da Graça, em seu lado esquerdo o engenho de Antonio Adorno. Antes de chegar ao Rio Jaguaripe, as terras já eram totalmente despovoadas, provavelmente devido ao valor do foro cobrado por D. Álvaro da Costa.
Descendo o Jaguaripe até uma cachoeira que estava a cinco léguas da barra. Junto a esta cachoeira, sobre a mão direita do rio, se encontrava o Engenho de água de Fernão Cabral de Ataíde, construído nas terras do rei, portanto livre de todo o foro e do domínio de D, Álvaro da Costa, não tendo nenhum tipo de ligação com as terras deste.
O também Senhor de engenho Gabriel Soares e vizinho de Fernão Cabral, descreve o engenho como uma obra muito formosa e ornada de nobres edifícios, casas de vivenda, oficinas e uma capela dedicada a São Bento, além do casarão do próprio Cabral. Seria um engenho hidráulico, um dos mais caros para o século XVI.
A residência seria, então, o sobrado (ou casa grande), da Fazenda, a data existente na fachada é de 1585. Era um casario imponente, de dois pavimentos, o da parte térrea atingia metade da área construída. Havia largos cômodos amparados por colunas grossas e uma arcada sob a escada que dava ingresso ao primeiro pavimento. No andar, digamos nobre da edificação, na parte da frente, surgem duas amplas salas e, no tocante ao que resta do pavimento, se encontram sete quartos com inúmeras janelas, exceto um, o cômodo central. Ao todo possuía 32 janelas, duas portas de acesso pela frente e uma porta lateral. Por mais rudimentar que fosse, oferecia amplas acomodações além de possuir uma ampla vista de todo o engenho e leito do Rio Jaguaripe.
Quanto ao seu envolvimento com a Inquisição, a principal denúncia contra Fernão Cabral, faz menção a sua participação e proteção à Santidade do Jaguaripe, santidades eram idolatrias gentílicas insurgentes. A santidade do Jaguaripe era uma santidade Tupinambá, surgida entre 1580 e 1585 e guiada a Sesmaria do Jaguaripe, onde seria destruída meses depois a mando de Manoel Teles Barreto, governador-geral na época. A Santidade do Jaguaripe, formada, na fazenda de Fernão Cabral, tendo este levantado uma “Igreja” para os ídolos dos gentios, também chamada como “Nova Jerusalém”.
A santidade foi destruída em 1585, mas abusão ameríndia, ainda participava da vida de Fernão Cabral, levando o senhorio, seis anos depois, aos cárceres do Tribunal do Santo Ofício no Brasil.
Heitor Furtado de Mendonça, Visitador do Santo Ofício, chegou a Colônia em julho de 1591, instaurando o Período de Graça. Fernão Cabral de Ataíde se confessou por livre vontade no dia 2 de agosto, mas em setembro de 1591, tentando fugir com sua família e pertences embarcado na Urca Flamenga que iria partir para Lisboa, foi preso pelo notário do Sato Ofício Manoel Francisco e teve seu processo iniciado.
O mandado é datado de 18 de setembro de 1591, mas a prisão só foi efetuada no dia seguinte, Fernão Cabral foi colocado nas casinhas do Colégio dos jesuítas em Salvador, que funcionavam como cárceres no período em que o Santo Ofício esteve no Brasil. Permanecendo ali ao longo do seu processo até que foi sentenciado a 20 de agosto de 1592. Foi condenado à abjuração de Levi suspeita na fé, pagamento de mil cruzados para as despesas do Santo Ofício, ao degredo para fora do Brasil, mas não especificando onde, mais penitências espirituais.
Os motivos das denúncias realizadas contra Fernão Cabral foram: Participação e consentimento da Santidade do Jaguaripe, mandar matar uma índia cristã, queimada viva em sua fornalha; acometer a comadre Luisa D’Almada a ter relação sexual com ele dentro da Igreja de sua Sesmaria; desrespeito ao clero e ao sacramento, apadrinhar o matrimônio de um bígamo, ser judeu novo; praticar sodomia com uma índia virgem; louvar fornicações e aceitar em suas terras uma feiticeira.
O senhorio foi solto antes de cumprir o degredo, em 10 de setembro de 1592, através do “instrumento público da fiança” para que em termo de seis meses fosse degredado. O fiel carcereiro de Fernão Cabral foi Pero Besatto, morador em Salvador. Desconhecemos a data correta de sua partida, mas em abril de 1593, já se encontrava em Lisboa.
Não se tem notícia do retorno de Fernão Cabral para a Colônia ao findar o seu degredo. Sobre os seus bens, suas terras – região onde hoje é Nazaré – muito provavelmente ficaram sob a guarda do seu genro, Ambrósio Peixoto de Carvalho, por serem os seus filhos ainda moços. Fernão Cabral desapareceu dos manuscritos inquisitoriais em 1594. Mas deixa sua história, imbricada na história do município de Nazaré.
Enquanto Fernão Cabral deixa sua presença na história da Sesmaria de Jaguaripe, que ficava na margem direita do rio. Na margem esquerda, e durante o século XVII, as terras doadas anteriormente a Pero Carneiro passam para Antônio de Brito, local onde este estabelece um engenho e sua moradia, constituindo a Fazenda Nossa Senhora de Nazaré e Jaguaripe, construindo também uma capela, sob a licença do Bispo D. Pedro Silva.
Segundo a tradição oral, a construção da capela foi ocasionada pela aparição a uma camponesa, da Virgem de Nazaré, desencadeando inúmeras romarias. Além da promessa feita por Antônio de Brito, ao ter a graça de ver seu filho salvo ao cair de uma embarcação, atribuindo o milagre à santa. Na portada da Igreja, consta o ano de 1649. Como na maioria dos povoados desse período, em torno da capela, formou-se a povoação denominada Nazaré.
No ano de 1753, o povoado é elevado à freguesia, a qual, em 1831, pelo desenvolvimento é promovida a categoria de Vila, com a denominação de Vila de Nossa Senhora de Nazaré, ao mesmo tempo em que tem desmembrado de seu território, a região de Jaguaripe. Anos mais tarde, em 10 de novembro de 1849, pela Resolução Provincial de Nº 368, a Vila torna-se um município, com a denominação de Constitucional Cidade de Nazaré.
Durante a primeira metade do século XIX, Nazaré era o maior centro de escoamento da produção de gêneros agrícolas, louças e minérios destinados à Salvador, por meio de seu porto. Durante esse período, estimou-se que a população era de 30.244 pessoas, 9.425 brancos, 5.275 pretos, 15.544 pardos, sendo 68,83% da população livre. Foi nesta época que se construiu a Estação Ferroviária Alexandre Bittencourt, da estrada de ferro que ligava a cidade a Jequié, tornando-a um dos maiores entrepostos de comercialização da Bahia.
No início do século XX, a cidade foi acometida por uma epidemia de varíola.
Em 1910, é criado o distrito de Onha, que é anexado a Nazaré. Posteriormente, no ano de 1933, o distrito de Rio Fundo é criado e anexado a Nazaré. Esse Distrito passou a se chamar, em 1938 de Muniz Ferreira. Em 1943 o município de Aratuípe, junto com o distrito de Maragogipinho, é anexado ao território nazareno, voltando a existir no ano posterior. Em 1962, os distritos de Onha e Muniz Ferreira são desmembrados de Nazaré, formando o atual município de Muniz Ferreira. Desde então, Nazaré é composto somente pelo distrito sede.
Neste período, a Estrada de Ferro de Nazaré foi desativada, resultando em uma decadência econômica que só foi mitigada pela construção da rodovia BA-001, que ligava a cidade à capital por meio da Travessia Marítima Salvador/Itaparica.

## Economia
O apelido da cidade, de Nazaré das Farinhas, decorre da tradicional comercialização de farinha artesanal de mandioca, produzida na região, denominada de farinha de Copioba, produção oriunda de pequenos produtores rurais. A agricultura é a principal atividade econômica, sendo a produção de mandioca a principal fonte de renda de parcela significativa da população.

## Cultura
Anualmente, na Semana Santa, é realizada a Feira dos Caxixis, onde, além da comercialização de farinha, há venda da produção de cerâmica de Maragogipinho.
A cidade possui destaque em razão do seu patrimônio cultural, a exemplo do acervo arquitetônico composto pela Igreja Matriz, o Sobrado dos Arcos, o Solar Sampaio e o cinema Rio Branco, o mais antigo da América Latina.

## Demografia

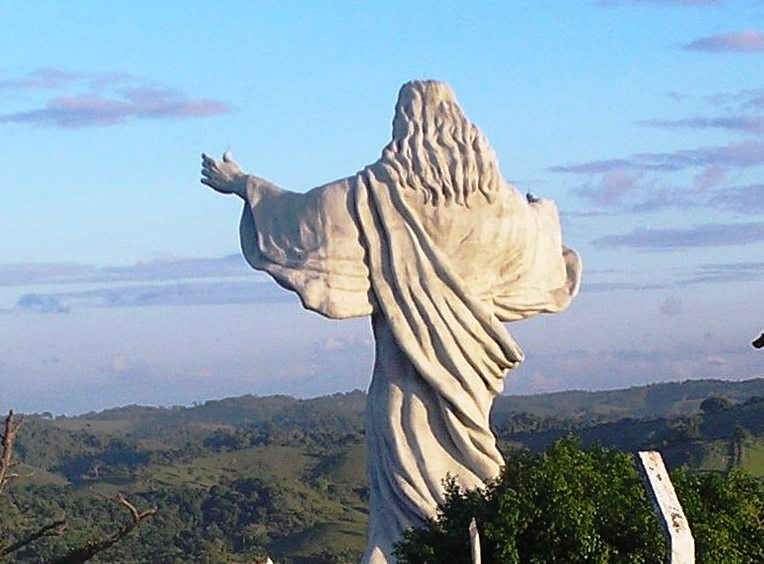
Monumento Jesus Cristo de Nazaré

Segundo o IBGE, em Nazaré há o predomínio de residentes católicos, seguido de evangélicos e, por fim, espíritas. Um dos marcos da religião Católica é o monumento Cristo de Nazaré, localizado no Morro do Silêncio.
A despeito desse gráfico, embora não conste nos registros do IBGE, há presença de religiões de matrizes africanas no município. A pesquisadora Marilene Martins dos Santos citou que Nazaré é popularmente conhecida pela expressão do Candomblé.

## Galeria

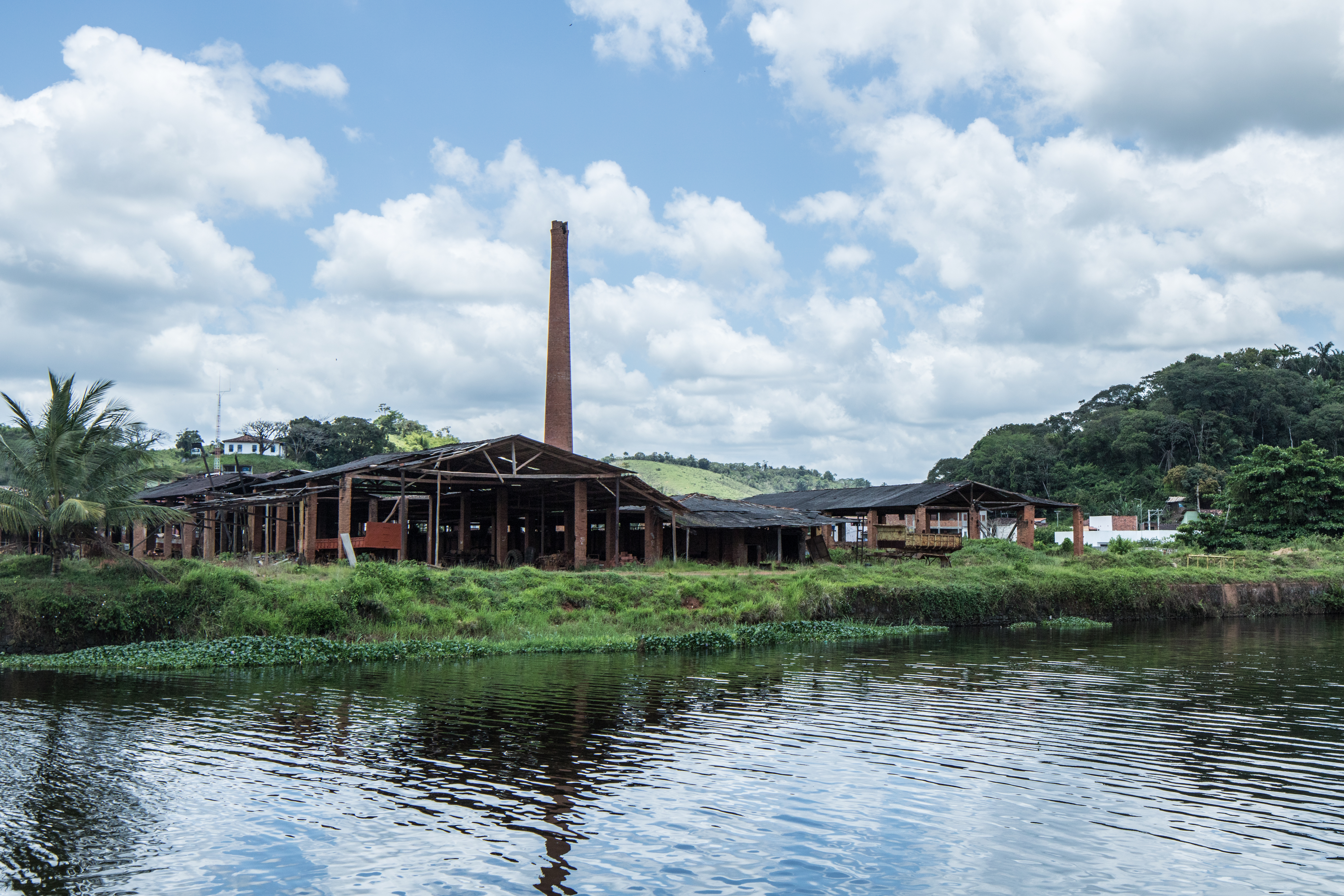
Ruínas em Nazaré
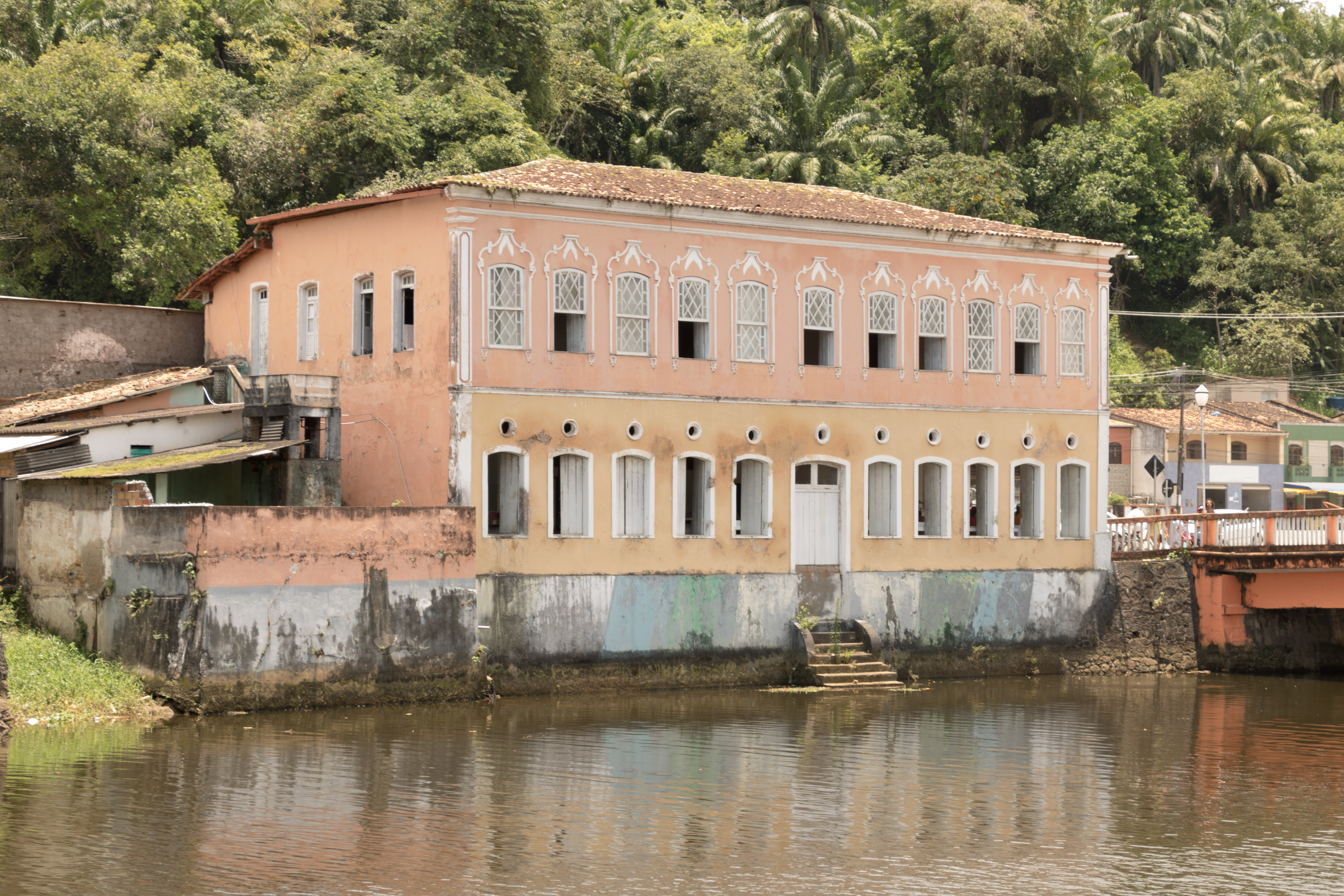
Sobrado da Praça Arthur Sampaio
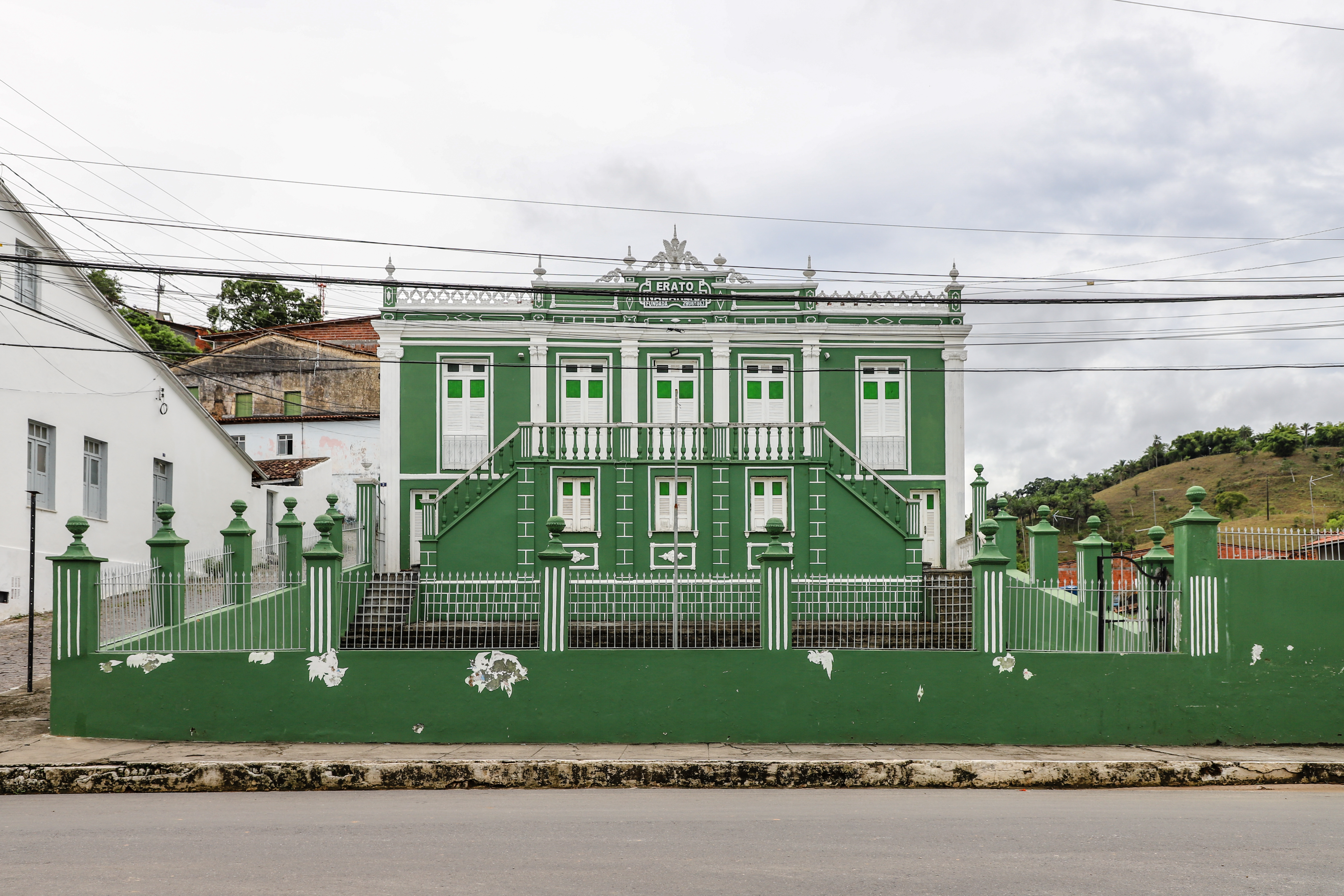
Filarmônica Erato Nazarena
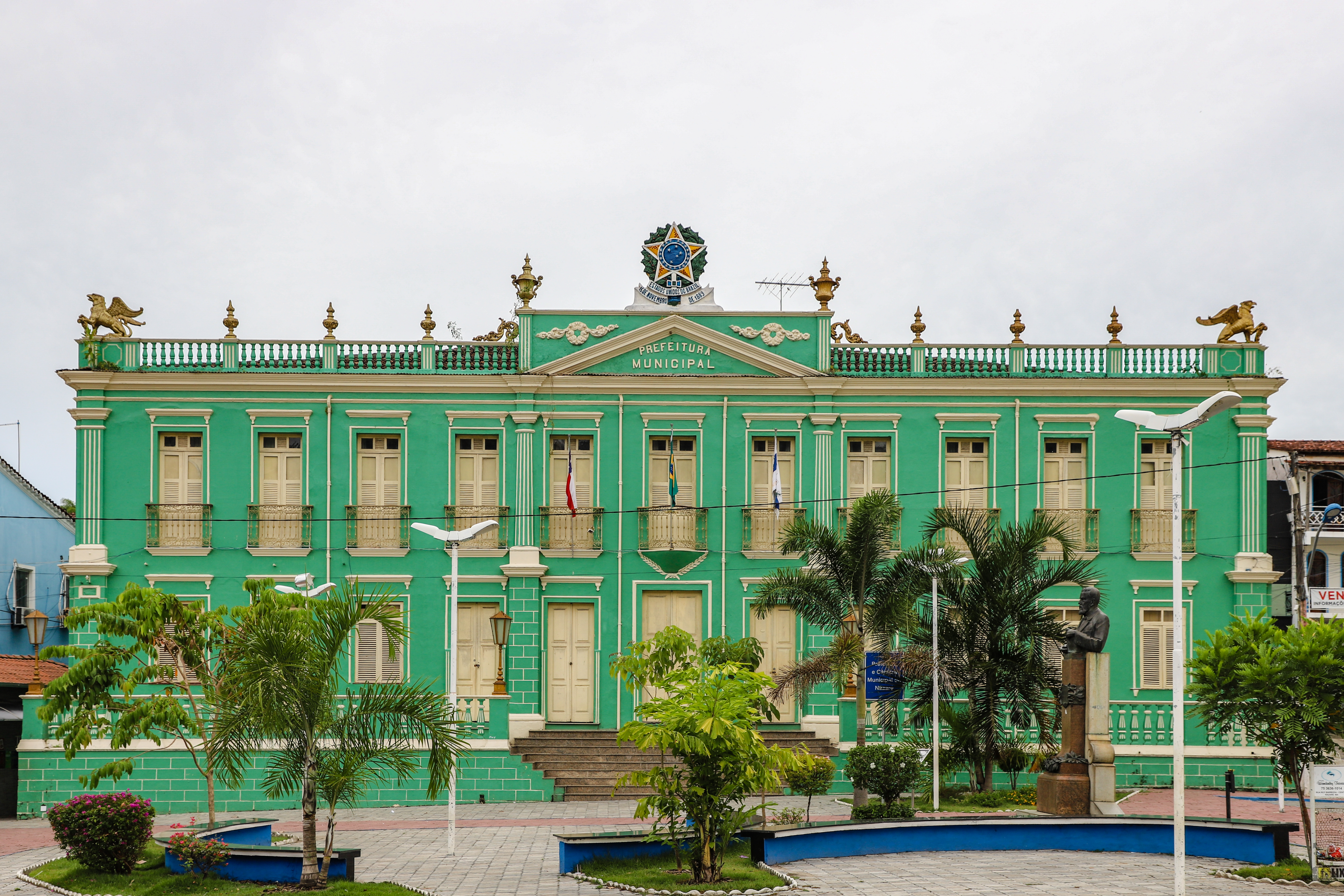
Prefeitura
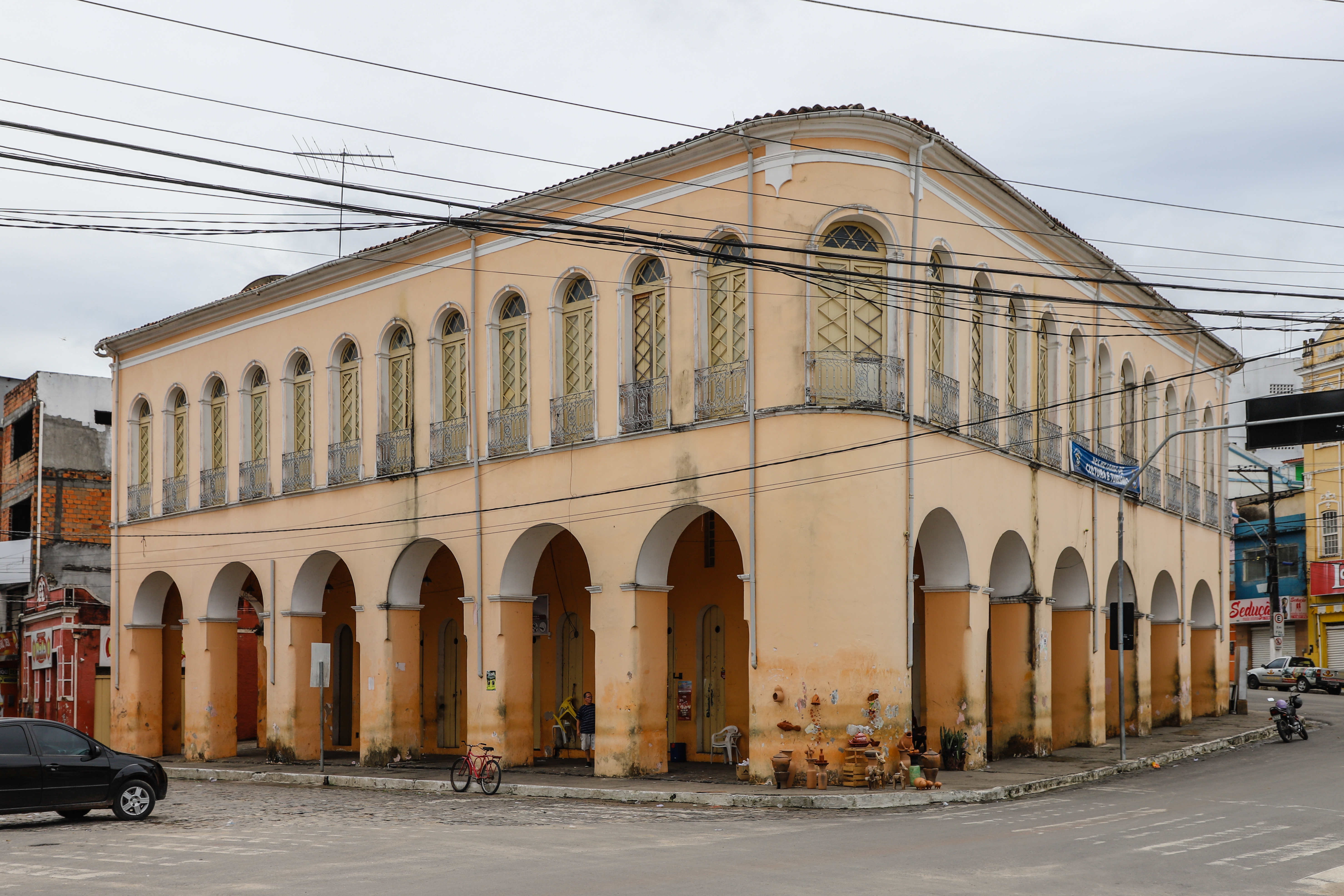
Sobrado dos arcos
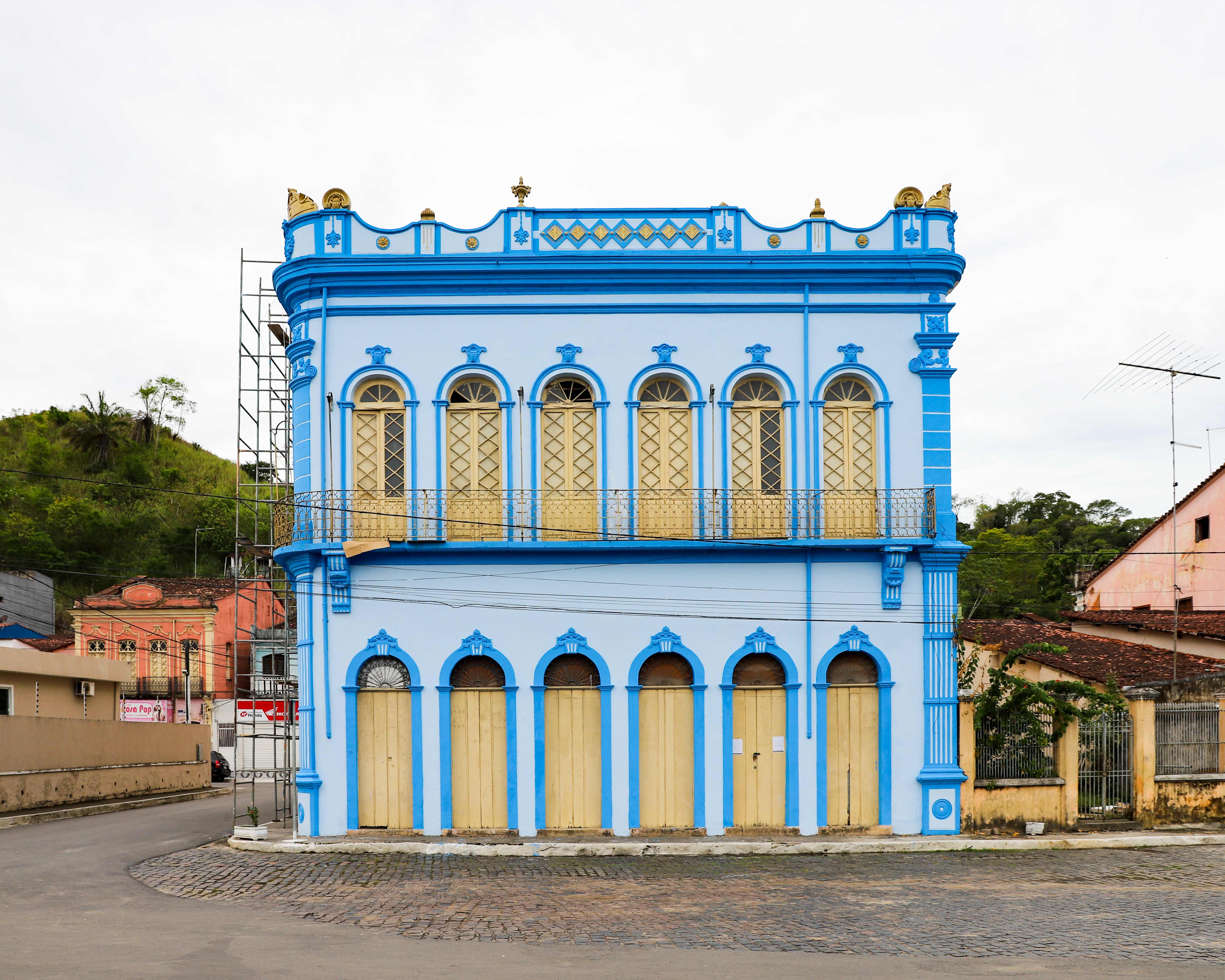
Sobrado na travessa da Conceição, n.º 1, antigo Fórum
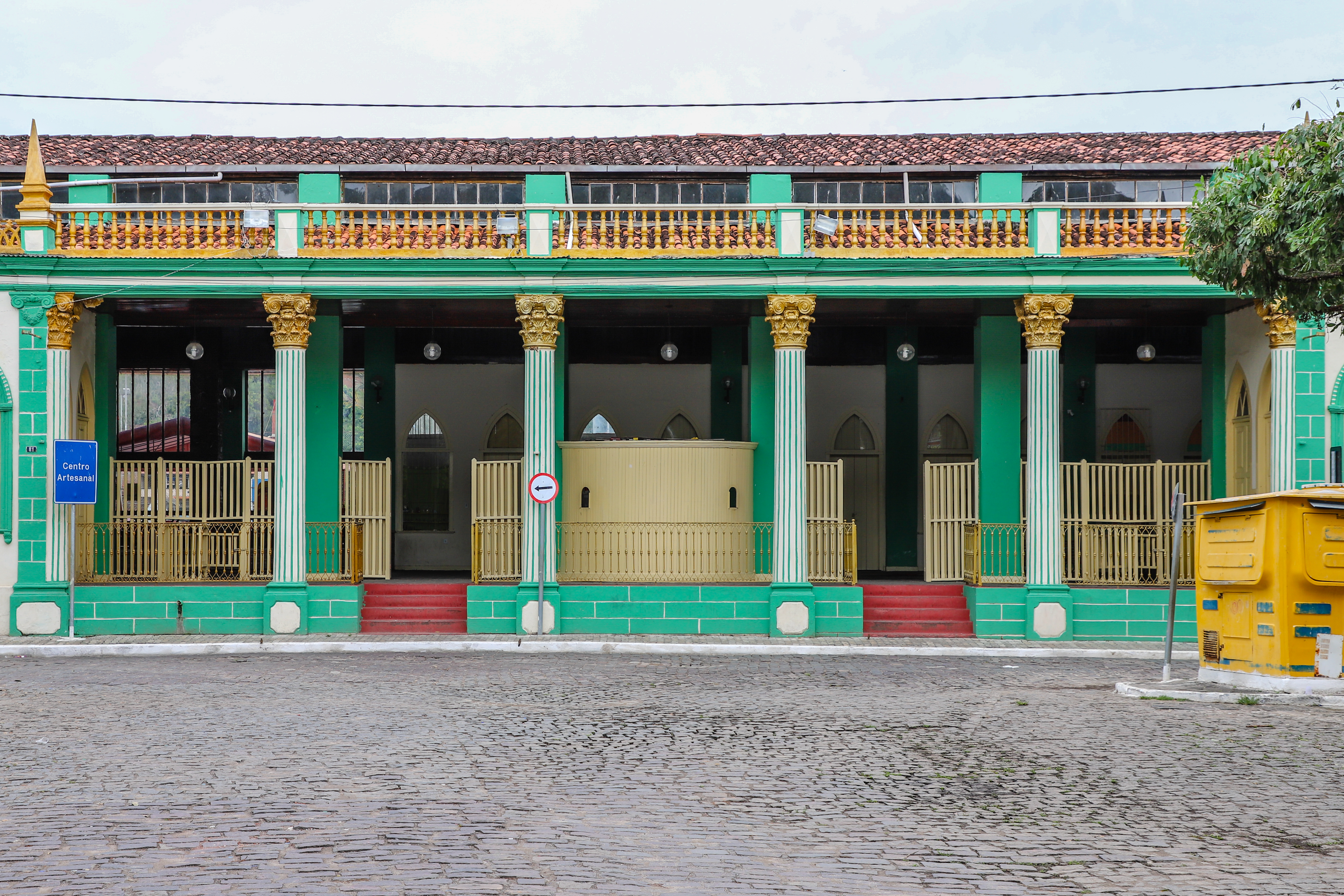
Estação Ferroviária Alexandre Bittencourt
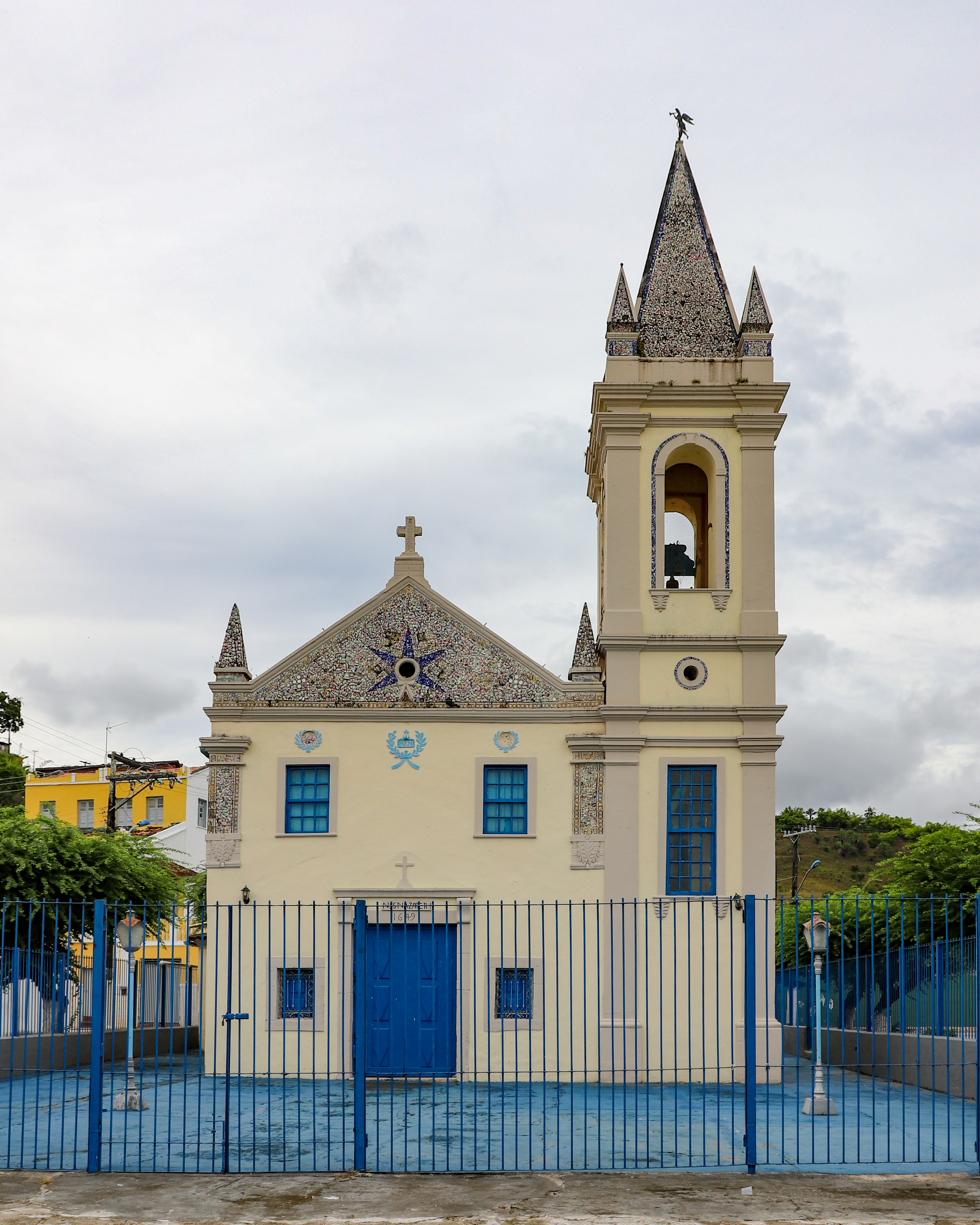
Igreja de São Roque
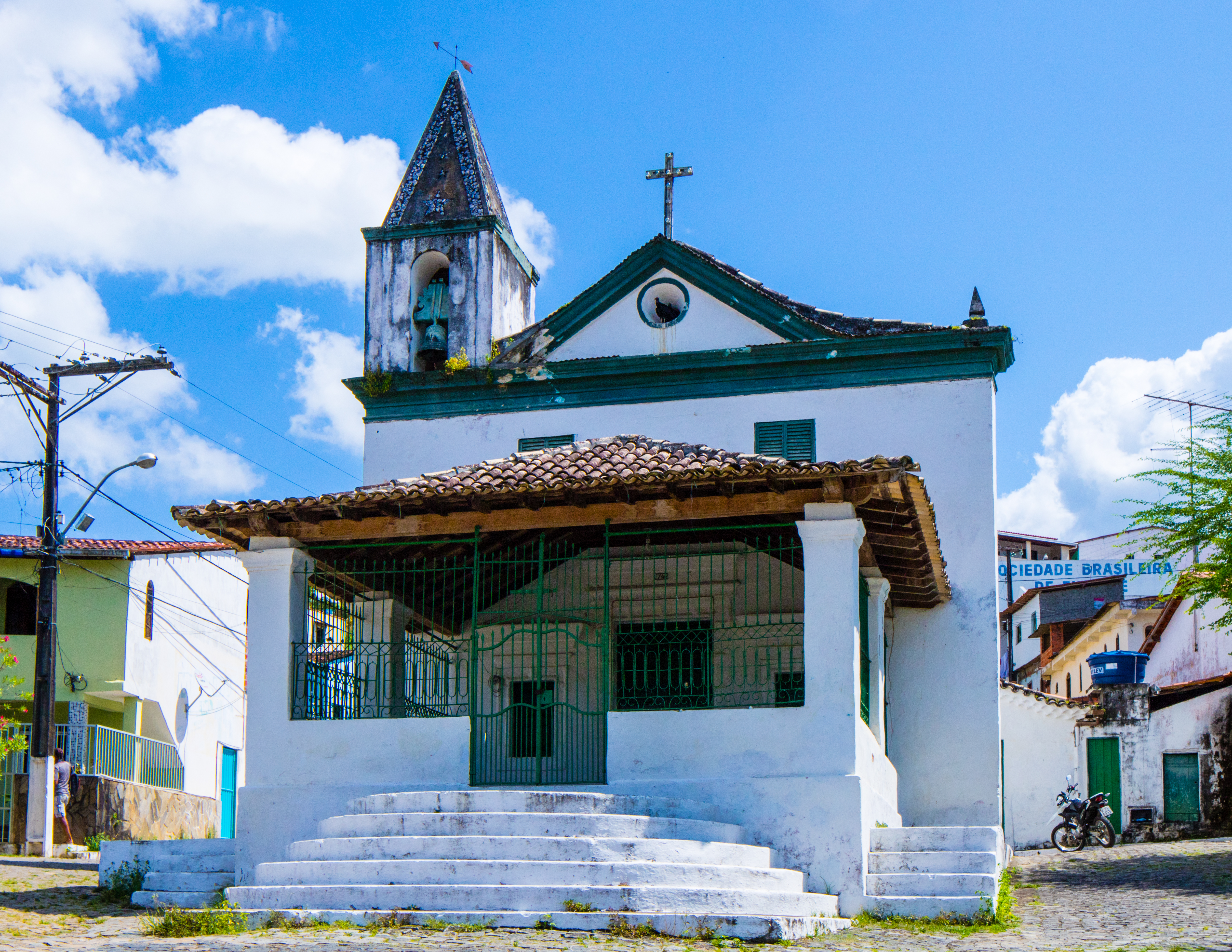
Capela de Nossa Senhora da Conceição